# Nederlands landskampioenschap hockey 1926/27
Het Nederlands landskampioenschap hockey in het seizoen 1926/27 werd gewonnen door de Amsterdamsche Hockey & Bandy Club na eerst kampioen te zijn geworden van de westelijke eerste klasse B en vervolgens in een rechtstreeks duel af te rekenen met de kampioen van poule A: Hilversum met 3-1. Vervolgens werd ook de oostelijke kampioen Deventer verslagen met 0-3 en 4-0.

## Eindstand 1e klasse west A
| Positie | Club        | WG | W | G | V | P  | DS    |
| ------- | ----------- | -- | - | - | - | -- | ----- |
| 1.      | Hilversum   | 8  | 6 | 0 | 2 | 12 | 23-12 |
| 2.      | HOC         | 8  | 5 | 1 | 2 | 11 | 18-15 |
| 3.      | Bloemendaal | 8  | 4 | 0 | 4 | 8  | 22-8  |
| 4.      | TOGO        | 8  | 2 | 1 | 5 | 5  | 9-22  |
| 5.      | Gooi        | 8  | 2 | 0 | 6 | 4  | 10-25 |

## Eindstand 1e klasse west B
| Positie | Club      | WG | W | G | V | P  | DS    |
| ------- | --------- | -- | - | - | - | -- | ----- |
| 1.      | Amsterdam | 8  | 7 | 0 | 1 | 14 | 32-5  |
| 2.      | MHC       | 8  | 7 | 0 | 1 | 14 | 22-5  |
| 3.      | Victoria  | 8  | 4 | 0 | 4 | 8  | 17-11 |
| 4.      | HDM       | 8  | 2 | 0 | 6 | 4  | 16-20 |
| 5.      | Utrecht   | 8  | 0 | 0 | 8 | 0  | 1-48  |

Nederlands landskampioenschap:

1897/98 ·
1898/99 ·
1899/00 ·
1900/01 ·
1901/02 ·
1902/03 ·
1903/04 ·
1904/05 ·
1905/06 ·
1906/07 ·
1907/08 ·
1908/09 ·
1909/10 ·
1910/11 ·
1911/12 ·
1912/13 ·
1913/14 ·
1914/15 ·
1915/16 ·
1916/17 ·
1917/18 ·
1918/19 ·
1919/20 ·
1920/21 ·
1921/22 ·
1922/23 ·
1923/24 ·
1924/25 ·
1925/26 ·
1926/27 ·
1927/28 ·
1928/29 ·
1929/30 ·
1930/31 ·
1931/32 ·
1932/33 ·
1933/34 ·
1934/35 ·
1935/36 ·
1936/37 ·
1937/38 ·
1938/39 ·
1939/40 ·
1940/41 ·
1941/42 ·
1942/43 ·
1943/44 ·
1944/45 ·
1945/46 ·
1946/47 ·
1947/48 ·
1948/49 ·
1949/50 ·
1950/51 ·
1951/52 ·
1952/53 ·
1953/54 ·
1954/55 ·
1955/56 ·
1956/57 ·
1957/58 ·
1958/59 ·
1959/60 ·
1960/61 ·
1961/62 ·
1962/63 ·
1963/64 ·
1964/65 ·
1965/66 ·
1966/67 ·
1967/68 ·
1968/69 ·
1969/70 ·
1970/71 ·
1971/72 ·
1972/73
Hoofdklasse heren:

1973/74 · 
1974/75 · 
1975/76 · 
1976/77 · 
1977/78 · 
1978/79 · 
1979/80 · 
1980/81 · 
1981/82 · 
1982/83 · 
1983/84 · 
1984/85 · 
1985/86 · 
1986/87 · 
1987/88 · 
1988/89 · 
1989/90 · 
1990/91 · 
1991/92 · 
1992/93 · 
1993/94 · 
1994/95 · 
1995/96 · 
1996/97 · 
1997/98 · 
1998/99 · 
1999/00 · 
2000/01 · 
2001/02 · 
2002/03 · 
2003/04 · 
2004/05 · 
2005/06 · 
2006/07 · 
2007/08 · 
2008/09 · 
2009/10 · 
2010/11 · 
2011/12 · 
2012/13 ·
2013/14 ·
2014/15 ·
2015/16 ·
2016/17 ·
2017/18 ·
2018/19 ·
2019/20 ·
2020/21 ·
2021/22 ·
2022/23 ·
2023/24 ·
2024/25 ·